# 特例市
特例市（日语：／ Tokurei shi */?）為日本曾有的城市自治制度之一，自2000年開始實施，可擁有較一般的市更多原本屬於都道府縣的權限，但權限少於中核市。在2015年4月1日起凍結申請許可前，當一個市的人口超過20萬人，並經市議會及所屬都道府縣議會決議通過後可取得資格。
由於特例市擁有的自治權限與中核市差異不大，在匯集地方政府的意見後，特例市制度在2015年4月1日施行的新版《地方自治法》遭到廢除，人口達到20萬的城市可直接申請成為中核市，未升格的特例市仍可繼續維持原有的自治權限，稱為「施行時特例市」（／ Shikōji Tokurei shi）。另做為特例，在特例市制度廢除後五年內，即2020年4月1日前，人口未達到20萬的特例市亦可申請成為中核市。

## 權限
特例市取自原屬都道府縣的權限包括：
- 都市更新及開發
- 制定屋外廣告物相關規範
- 制定環保相關標準及規範。

## 特例市列表
日本現有23個施行時特例市：
| 地方     | 都道府縣 | 施行時特例市 | 升格日        | 註記       |
| -------- | -------- | ------------ | ------------- | ---------- |
| 關東地方 | 茨城縣   | 筑波市       | 2007年4月1日  |            |
| 關東地方 | 群馬縣   | 伊勢崎市     | 2007年4月1日  |            |
| 關東地方 | 群馬縣   | 太田市       | 2007年4月1日  |            |
| 關東地方 | 埼玉縣   | 所澤市       | 2002年4月1日  |            |
| 關東地方 | 埼玉縣   | 草加市       | 2004年4月1日  |            |
| 關東地方 | 埼玉縣   | 春日部市     | 2008年4月1日  |            |
| 關東地方 | 埼玉縣   | 熊谷市       | 2009年4月1日  |            |
| 關東地方 | 神奈川縣 | 小田原市     | 2000年11月1日 |            |
| 關東地方 | 神奈川縣 | 大和市       | 2000年11月1日 |            |
| 關東地方 | 神奈川縣 | 平塚市       | 2001年4月1日  |            |
| 關東地方 | 神奈川縣 | 厚木市       | 2002年4月1日  |            |
| 關東地方 | 神奈川縣 | 茅崎市       | 2003年4月1日  |            |
| 中部地方 | 新潟縣   | 上越市       | 2007年4月1日  |            |
| 中部地方 | 新潟縣   | 長岡市       | 2007年4月1日  |            |
| 中部地方 | 靜岡縣   | 沼津市       | 2000年11月1日 |            |
| 中部地方 | 靜岡縣   | 富士市       | 2001年4月1日  |            |
| 中部地方 | 愛知縣   | 春日井市     | 2001年4月1日  |            |
| 近畿地方 | 三重縣   | 四日市市     | 2000年11月1日 |            |
| 近畿地方 | 大阪府   | 茨木市       | 2001年4月1日  |            |
| 近畿地方 | 大阪府   | 岸和田市     | 2002年4月1日  |            |
| 近畿地方 | 兵庫縣   | 加古川市     | 2002年4月1日  |            |
| 近畿地方 | 兵庫縣   | 寶塚市       | 2003年4月1日  |            |
| 九州地方 | 佐賀縣   | 佐賀市       | 2014年4月1日  | 縣廳所在地 |

### 過去曾經是特例市的城市
| 地方     | 都道府縣 | 城市     | 成為特例市日期 | 解除特例市日期 | 理由及註記                                                                         |
| -------- | -------- | -------- | -------------- | -------------- | ---------------------------------------------------------------------------------- |
| 北海道   | 北海道   | 函館市   | 2000年11月1日  | 2005年10月1日  | 升格為中核市。                                                                     |
| 東北地方 | 青森縣   | 八戶市   | 2001年10月1日  | 2017年1月1日   | 升格為中核市。                                                                     |
| 東北地方 | 山形縣   | 山形市   | 2001年4月1日   | 2019年4月1日   | 升格為中核市。                                                                     |
| 東北地方 | 岩手縣   | 盛岡市   | 2000年11月1日  | 2008年4月1日   | 升格為中核市。                                                                     |
| 關東地方 | 茨城縣   | 水戶市   | 2001年4月1日   | 2020年4月1日   | 升格為中核市。                                                                     |
| 關東地方 | 群馬縣   | 前橋市   | 2001年4月1日   | 2009年4月1日   | 升格為中核市。                                                                     |
| 關東地方 | 群馬縣   | 高崎市   | 2001年4月1日   | 2011年4月1日   | 升格為中核市。                                                                     |
| 關東地方 | 埼玉縣   | 越谷市   | 2003年4月1日   | 2015年4月1日   | 升格為中核市。                                                                     |
| 關東地方 | 埼玉縣   | 川口市   | 2001年4月1日   | 2018年4月1日   | 升格為中核市。                                                                     |
| 中部地方 | 山梨縣   | 甲府市   | 2000年11月1日  | 2019年4月1日   | 升格為中核市。                                                                     |
| 中部地方 | 長野縣   | 松本市   | 2000年11月1日  | 2021年4月1日   | 升格為中核市。                                                                     |
| 中部地方 | 靜岡縣   | 清水市   | 2001年4月1日   | 2003年4月1日   | 與靜岡市合併新的靜岡市，並成為中核市，目前靜岡市已成為政令指定都市。               |
| 中部地方 | 愛知縣   | 一宮市   | 2002年4月1日   | 2021年4月1日   | 升格為中核市。                                                                     |
| 近畿地方 | 滋賀縣   | 大津市   | 2001年4月1日   | 2009年4月1日   | 升格為中核市。                                                                     |
| 近畿地方 | 福井縣   | 福井市   | 2000年11月1日  | 2019年4月1日   | 升格為中核市。                                                                     |
| 近畿地方 | 大阪府   | 豐中市   | 2001年4月1日   | 2012年4月1日   | 升格為中核市。                                                                     |
| 近畿地方 | 大阪府   | 吹田市   | 2001年4月1日   | 2020年4月1日   | 升格為中核市。                                                                     |
| 近畿地方 | 大阪府   | 枚方市   | 2001年4月1日   | 2014年4月1日   | 升格為中核市。                                                                     |
| 近畿地方 | 大阪府   | 寢屋川市 | 2001年4月1日   | 2019年4月1日   | 升格為中核市。                                                                     |
| 近畿地方 | 大阪府   | 八尾市   | 2001年4月1日   | 2018年4月1日   | 升格為中核市。                                                                     |
| 近畿地方 | 兵庫縣   | 尼崎市   | 2001年4月1日   | 2009年4月1日   | 升格為中核市。                                                                     |
| 近畿地方 | 兵庫縣   | 明石市   | 2002年4月1日   | 2018年4月1日   | 升格為中核市。                                                                     |
| 中國地方 | 鳥取縣   | 鳥取市   | 2005年10月1日  | 2018年4月1日   | 升格為中核市。                                                                     |
| 中國地方 | 島根縣   | 松江市   | 2012年4月1日   | 2018年4月1日   | 升格為中核市。                                                                     |
| 中國地方 | 廣島縣   | 吳市     | 2000年11月1日  | 2016年4月1日   | 升格為中核市。                                                                     |
| 中國地方 | 山口縣   | 下關市   | 2002年4月1日   | 2005年2月13日  | 與菊川町、豐田町、豐浦町、豐北町合併為新成立的下關市，新下關市繼續被指定為特例市。 |
| 中國地方 | 山口縣   | 下關市   | 2005年2月13日  | 2005年10月1日  | 升格為中核市。                                                                     |
| 九州地方 | 福岡縣   | 久留米市 | 2001年4月1日   | 2008年4月1日   | 升格為中核市。                                                                     |
| 九州地方 | 長崎縣   | 佐世保市 | 2001年4月1日   | 2016年4月1日   | 升格為中核市。                                                                     |

## 外部連結
- 日本總務省 - 特例市 （页面存档备份，存于）（日語）